# Condorcetparadoxen
Condorcetparadoxen är en situation påpekad av Markis de Condorcet i slutet av 1700-talet i vilken kollektiva preferenser kan visa sig vara cykliska (i motsats till transitiva), även om de enskilda väljarnas preferenser inte är det. Detta är paradoxalt eftersom det betyder att majoritetens önskningar kan stå i konflikt med varandra. När detta inträffar så beror det på att de olika majoritetsönskningarna stöds av skilda grupper av individer. Låt oss, till exempel, anta att vi har tre kandidater, A, B, och C samt att vi har tre väljare med följande preferenser i fallande ordning:
Väljare 1: A B C
Väljare 2: B C A
Väljare 3: C A B
Om C utses till vinnare så kan man argumentera för att B istället borde vinna, eftersom två väljare föredrar B framför C och endast en väljare (nr 3) föredrar C framför B. Emellertid kan man med samma argument hävda att A borde vinna framför B och att C borde vinna framför A - i båda fallen med två röster mot en. Majoritetsregeln utser alltså inte en klar vinnare i detta fall.
Detta betyder också att om man skulle hålla ett traditionellt majoritetsval i enmansvalkretsar med ovanstående väljarkår så skulle ingen vinna, eftersom samtliga kandidater skulle få en (1) röst. Condorcetparadoxen illustrerar dock också att det finns en möjlighet för den som är beredd justera sina preferenser att vara den som styr valet. Exempel: Om väljare 1 och väljare 2 väljer sina förstahandsval och väljare 3 är beredd att släppa sin röst på C, så kan väljare 3 välja mellan kandidat A och B - och därmed bli den som sätter dagordningen för valet.